# Zeolit
Zeolitmineraler (af græsk ζεω zeo = "koge" + λįθος lithos = "sten") er vandholdige aluminiumsilikater. Det er porøse stoffer, hvor krystalstrukturen består af SiO4 og AlO4 opbygget i et åbent gitter af tetraedre. I de indre hulrum kan stoffet optage vand og metalioner, og det sker, uden at strukturen ændres. Et eksempel på formlen er natrolit: Na2Al2Si3O10-2H2O
Zeolitter blev første gang beskrevet i 1756 af svenskeren Axel Fredrik Cronstedt, som opdagede, at de afgiver vand ved opvarmning (deraf navnet). Naturlige zeolitter dannes, når vulkansk klippe og askelag reagerer med basisk grundvand. Siden undersøgelserne af havbunden tog fart i begyndelsen af 1950'erne har man afsløret, at der også findes mange forskellige typer af zeolitter i bundslammet, og med den mængde slam, der findes, må zeolitter være nogle af verdens mest almindelige mineraler.
Foruden de naturlige zeolitter, som man kender mere end 50 af, er der fremstillet over 150 kunstige. Ifølge International Zeolite Association findes der mere omkring 225. Til at skelne mellem de forskellige zeolitter gives alle en kode på tre bogstaver. Naturlige zeolitter gives oftest de tre første bogstaver i navnet, således er forkortelsen for stilbit STI. For syntetiske zeolitter er navngivningen lidt mere kompliceret. Eksempelvis har ZSM-5 koden MFI (ZSM-five). 
Zeolitter fremstilles ved en langsom krystallisering af en silicium-aluminium gel i nærvær af organiske forlæg. Zeolitter bruges til mange tekniske formål, især hvor deres evne til at optage og frigive ioner kan være nyttig. I princippet virker de som molekylære sigter, som kan adskille uønskede stoffer som f.eks. olieforurening, kalk og okker fra vand.
De sten der er i filtre til regnvandstønder er zeolitter, og materialet bruges også som dyrkningsmedie ("jord") for pottede planter

## Eksempler på zeolitter
- Analcim
- Chabazit
- Heulandit
- Natrolit
- Phillipsit
- Stilbit

## Eksterne links
- Zeolyst International – Zeolite FAQ's – Specialty Zeolites Arkiveret 6. december 2006 hos  Wayback Machine (engelsk)
- Dan Weinrich Fine Minerals: Dana Tectosilicate Classification. Zeolite group (Dana-klassificering af de mange varianter inden for zeolitter) (engelsk)